# Société royale d'histoire et d'archéologie de Tournai
La Société royale d'histoire et d'archéologie de Tournai (SRHAT) est une des sociétés savantes plus anciennes de Belgique (1845). Elle a publié de 1845 à 1895 vingt-cinq volumes de Bulletins et vingt-cinq volumes de Mémoires, auxquels ont succédé de 1896 à 1977, une série de vingt-cinq volumes d'Annales. Elle publie depuis 1980 une nouvelle série de Mémoires, intitulés les Mémoires de la Société Royale d'Histoire et d'Archéologie de Tournai. Depuis 1984, la Société a également entrepris l'édition d'une série de Publications extraordinaires.
« L’association a pour but de promouvoir la connaissance du passé de la ville et de la région de Tournai, de leurs anciennes coutumes, de leur folklore, de l’histoire de leurs familles, de veiller à la conservation et à la mise en valeur des monuments et des sites ayant un intérêt archéologique, historique ou esthétique. »

## Publications
- Bulletins de la Société historique et littéraire de Tournai (série abrégée BSHLT, 25 volumes parus de 1849 à 1894)
- Mémoires de la Société historique et littéraire de Tournai (série abrégée MSHLT, 25 volumes parus de 1853 à 1895)
- Annales de la Société historique et archéologique de Tournai (série abrégée ASHAT, 25 volumes parus de 1896 à 1977), devenues en 1921 Annales de la Société royale d'histoire et d'archéologie de Tournai
- Bulletin d'information de la Société royale d'histoire et d'archéologie de Tournai (série abrégée BSRHAT, parue pendant 25 ans, de 1977 à 2001)
- Mémoires de la Société royale d'histoire et d'archéologie de Tournai (série abrégée MSRHAT, 14 volumes parus depuis 1980, en cours)
- Publications extraordinaires (9 volumes parus de 1984 à 2003)
- Passé composé (série parue depuis 2001)
- Nouvelles de la Société royale d'histoire et d'archéologie de Tournai (série abrégée NSRHAT, parue depuis 17 ans, depuis 2002, en cours)

## Section: Histoire des familles
- 1977 : Fondation par le chanoine Jean Cassart, à la suite d'une conférence sur la généalogie.
- 1987 : Le chanoine Cassart cède la présidence à monsieur de Cordes.
- 1988 : Le chanoine Cassart fait don de documents au SCGD, et réserve les revues (L'Intermédiaire des Généalogistes et Le Parchemin et livres concernant Tournai (Publications de la Société: Bulletins et Annales) à la Section.